# Rhamdella jenynsii
Rhamdella jenynsii es una especie de peces de la familia Heptapteridae en el orden de los Siluriformes.

## Morfología
• Los machos pueden llegar alcanzar los 8,9 cm de longitud total.

## Hábitat
Es un pez de agua dulce.

## Distribución geográfica
Se encuentran en Sudamérica: Argentina y la estado de Río de Janeiro (Brasil ).